# كريستيان خافيير باوتيستا
كريستيان خافيير باوتيستا (بالإسبانية: Christian Javier Bautista)‏ (10 ديسمبر 1987 بلا يونيون في السلفادور - ) هو لاعب كرة قدم سلفادوري في مركز الهجوم. شارك مع منتخب السلفادور تحت 21 سنة لكرة القدم ‏ ومنتخب السلفادور لكرة القدم. أما مع النوادي، فقد لعب مع أونسي مونيسيبال ‏ وإيسيدرو ميتابان ‏ وAtlético Balboa ‏ وDeportivo Mictlán ‏ ونادي لويس أنخيل فيربو ونادي أكويلا.

## وصلات خارجية
- كريستيان خافيير باوتيستا على موقع قاعدة بيانات كرة القدم.إي يو (الإنجليزية)
- كريستيان خافيير باوتيستا على موقع ناشيونال فوتبول تيمز (الإنجليزية)
- كريستيان خافيير باوتيستا على موقع Soccerway.com (الإنجليزية)